# Ekstraklasa islandzka w hokeju na lodzie (2017/2018)
Sezon ekstraklasy islandzkiej rozegrany został na przełomie 2017 i 2018 roku. Był to 27. sezon rozgrywek o Mistrzostwo Islandii w hokeju na lodzie. W rozgrywkach wzięły udział 4 zespoły.

## Sezon zasadniczy
Sezon zasadniczy rozpoczął się 8 września 2017 roku, a zakończył 20 marca 2018 roku. Uczestniczyły w nim 4 drużyny, które rozegrały po 24 spotkania. Dwie pierwsze drużyny awansowały do finału w którym rywalizowały o mistrzostwo Islandii.
| Poz. | Drużyna                 | M  | Pkt. | Z  | ZpD | PpD | P  | G+  | G-  | +/-  |
| ---- | ----------------------- | -- | ---- | -- | --- | --- | -- | --- | --- | ---- |
| 1    | Skautafélag Akureyrar   | 24 | 60   | 18 | 2   | 2   | 2  | 165 | 82  | 83   |
| 2    | Esja UMFK Reykjavík     | 24 | 50   | 14 | 3   | 2   | 5  | 124 | 81  | 43   |
| 3    | Björninn                | 24 | 34   | 11 | 0   | 1   | 12 | 112 | 97  | 15   |
| 4    | Skautafélag Reykjavíkur | 24 | 0    | 0  | 0   | 0   | 24 | 54  | 195 | -141 |

- = Awans do finału

## Finał
Mecze finałowe rozpoczęły się 3 kwietnia 2018 roku, a zakończyły 7 kwietnia 2018 roku. Uczestniczyły w niej dwie najlepsze drużyny sezonu zasadniczego. 
Finał rozgrywany będzie w formule do trzech zwycięstw według schematu: 1-1-1-1-1 (co oznacza, że klub wyżej rozstawiony rozgrywał w roli gospodarza mecze nr 1., 3., oraz ewentualnie 5.). Niżej rozstawiona drużyna rozgrywała w swojej hali mecz nr 2. i 4.
- Skautafélag Akureyrar - Esja UMFK Reykjavík 3:0 (8:5, 5:4 d., 6:2)